# Hortia coccinea
Hortia coccinea är en vinruteväxtart som beskrevs av Richard Spruce och Adolf Engler. Hortia coccinea ingår i släktet Hortia och familjen vinruteväxter. Inga underarter finns listade i Catalogue of Life.